# Georgea Regout
Georgea Regout, née le 26 juillet 1969 à Bruxelles, est une actrice allemande. 
Elle est connue pour avoir interprété, de 2005 à 2007, le rôle de Hugo Haas dans la série allemande Le Destin de Lisa et Le Destin de Bruno (Verliebt in Berlin). 
Son père est Belge et sa mère est Autrichienne. Elle parle parfaitement le français, l'anglais et l'allemand.
Elle est également apparue dans un épisode Duo de maîtres en 2002 et dans un épisode d'Alerte Cobra en 2003.
Depuis le 9 février 2009, elle interprète le rôle du Baron Eduard von Tepp dans la série Verbotene Liebe.

## Filmographie
- 1995 : Ausgestorben : Wissenschaftler
- 2001 : Suck My Dick : Alexander
- 2004 : Tu marcheras sur l'eau : Drag Queen
- 2004 : Une famille allemande
- 2005-2006 : Le Destin de Lisa (série TV) : Hugo Haas
- 2006-2007 : Le Destin de Bruno (série TV) : Hugo Haas
- depuis 2009 : Verbotene Liebe (série TV) : Baron Eduard von Tepp